# البریج جی. لافام
البریج جی. لافام (به انگلیسی: Elbridge G. Lapham) سناتور سابق عضو حزب جمهوری‌خواه ایالات متحده آمریکا بود. وی در سال ۱۸۸۱ تا ۱۸۸۵ میلادی سناتور ایالت نیویورک در سنای ایالات متحده آمریکا بود.